# ベアーズ・ウィッシュ
ベアーズ・ウィッシュ（Bear's Wish）は、日本ホールマークのキャラクターである。

## コンセプト
いつも皆の幸せを願っている小さなクマのリトが、仲間と共に世界中に幸せのプレゼントを届ける。

## イラスト
ベアーズ・ウィッシュシリーズのイラストは、Rie Yamanakaが制作している。

## 登場キャラクター
リト（Lito）
小さなクマの男の子。光りあふれる丘の上のレンガの家に住んでいる。好きな言葉は「ハッピー」で、空を見上げるくせがある。誕生日は6月15日。幸せの配達人（メッセンジャー）として、幸せを届けている。
コロ（Coro）
いぬの男の子。リトのお手伝いをしたり話し相手になったりと、リトにとってかけがえのない大親友。好きな言葉は「きっとうまくいくよ！」。くせは、両手を上げること。誕生日は5月6日である。
ミル（Milu）
白クマの男の子。好きな言葉は「元気！？」。くせは、すぐ走りだすこと。誕生日は3月6日である。
トナ（Tona）
トナカイの男の子。好きな言葉は「メリークリスマス」で、夜空を駆け抜けるくせがある。誕生日は10月7日。
モモ（MoMo）
ウサギの女の子。ピンクのリボンがトレードマーク。好きな言葉は「ワクワク、ウキウキ」で、うれしいとスキップするくせがある。誕生日は3月3日。
ミミ（MiMi）
ウサギの女の子。ブルーのリボンがトレードマーク。好きな言葉は「ワクワク、ウキウキ」で、うれしいとスキップするくせがある。誕生日は3月3日。
クル（Kuru）
リスの男の子。好きな言葉は「みんなと一緒」で、おいしいものを見つけるとくるくる走りまわってしまうくせがある。誕生日は9月6日。

## グッズ
グリーティングカードを中心に、ステーショナリー、カレンダー、シール、絵本等幅広い分野でキャラクターグッズの制作、販売が行われている。

## 書籍
- 『ベアーズ・ウィッシュ しあわせみつけたよ!』、カラーフィールド・パブリケーションズ、2009年3月、ISBN 4-9021-9939-4
- 『ベアーズ・ウィッシュ はなれていても…』、カラーフィールド・パブリケーションズ、2009年7月、ISBN 4-9021-9952-1
- 『ベアーズ・ウィッシュ とどけたいおくりもの』、カラーフィールド・パブリケーションズ、2009年10月、ISBN 4-9021-9962-9
- 『ベアーズ・ウィッシュ みんなといっしょ』、カラーフィールド・パブリケーションズ、2010年3月、ISBN 4-9021-9973-4

## エピソード
- 絵本『ベアーズ・ウィッシュ はなれていても…』は、2009年8月23日放送のテレビ番組「忘文」で朗読されたことがある[2]。